# Marco Beltrán
Marco Antonio Beltrán García (Morelia, Michoacán; 18 de mayo de 1986) es un artista marcial mixto mexicano que compite principalmente en la división de peso gallo. Tras su paso por la Ultimate Fighting Championship, Beltrán firmaría con LUX Fight League, donde fue Campeón de Peso Gallo.

## Primeros años
Aunque Beltrán nació en la Ciudad de México, se mudaría a Morelia, Michoacán a la edad de tres años, donde vivió hasta entonces. Durante su etapa de secundaria, fue practicante de boxeo. Más adelante en su vida, Beltrán comenzó su entrenamiento en artes marciales mixtas en el Top Brother México, ubicada en la localidad purépecha. 

## Carrera de artes marciales mixtas

### Primeros años
Beltrán se convirtió en luchador profesional de MMA en 2008. Ganó su pelea debut en MMA al someter a Christian Martínez el 16 de agosto del mismo año. Luego de esta victoria, entró en una racha de cinco victorias consecutivas que terminaría en 2012 cuando fue sometido por Israel Girón en el evento Xtreme Kombat 15.
En su siguiente pelea, Beltrán enfrentó a Rodolfo Rubio. Perdió la pelea por sumisión en el primer asalto.
Perdió su tercera pelea al hilo cuando Diego Huerto lo venció por TKO en un evento de World Best Gladiators realizado en Chihuahua. Después de esa pelea, en 2014 fue a probar suerte en The Ultimate Fighter.

### The Ultimate Fighter: Latin America
En mayo de 2014, se reveló que Beltrán era miembro del elenco de The Ultimate Fighter: Latin America, compitiendo por Team Velásquez liderado por Caín Velásquez. En su primera pelea en ese programa, Beltrán derrotó a Guido Cannetti por decisión mayoritaria.
No obstante en semifinales, Beltrán fue derrotado por José Alberto Quiñónez por decisión unánime.

### Ultimate Fighting Championship
Beltrán hizo su debut oficial contra Marlon Vera el 15 de noviembre de 2014 en UFC 180. Ganó la pelea por decisión unánime.
Beltrán se enfrentó a Ning Guangyou el 28 de noviembre de 2015 en UFC Fight Night 79. Ganó la pelea por decisión dividida.
Beltrán se enfrentó a Reginaldo Vieira el 7 de julio de 2016 en UFC Fight Night 90. Después de derribar a Vieira, Beltrán ganó la pelea por sumisión en el segundo asalto.
Se esperaba que Beltrán se enfrentara a Guido Cannetti el 5 de noviembre de 2016 en The Ultimate Fighter Latin America 3 Finale. Sin embargo, el 29 de octubre, Cannetti fue retirado de la pelea después de que la USADA revelara una posible violación antidopaje de una muestra tomada hace dos semanas. Beltrán enfrentó a Joe Soto, perdiendo la pelea por sumisión en el primer asalto.
Beltrán se enfrentó al recién llegado Deiveson Figueiredo en una pelea de peso mosca el 3 de junio de 2017 en UFC 212. Perdió la pelea por TKO al final del segundo asalto.
Beltrán se enfrentó a Matt Schnell el 7 de octubre de 2017 en UFC 216. Perdió la pelea por decisión unánime y posteriormente fue liberado de la promoción.

### LUX Fight League
Después de su paso por UFC, Beltrán regresó a tierras mexicanas al firmar con LUX Fight League. Hizo su debut contra Erick Ruano Barrera por el inaugural Campeonato de Peso Gallo de LUX en LUX 004 el 15 de marzo de 2019. Ganó la pelea por nocaut técnico en el cuarto asalto.
Beltrán luego intentó convertirse en un campeón de dos divisiones en LUX al desafiar a Diego Lopes por el campeonato de Peso Pluma de LUX el 29 de noviembre de 2019 en LUX 007. Sin embargo, perdió la pelea por sumisión en el primer asalto.
Luego estaba programado para hacer su primera defensa del título de peso gallo contra David Mendoza el 17 de julio de 2020 en LUX 009. Retuvo su título por sumisión en el cuarto asalto. Ambos se enfrentaron en una revancha por el título en LUX 014 el 25 de junio de 2021. Beltrán nuevamente retuvo el título por sumisión en la primera ronda.
En un inicio, se anunció que Beltrán defendiera su cinturón contra Francesco Patron Manzo en LUX 017 el 15 de octubre de 2021, aunque LUX anunció mediante un comunicado que la pelea se cancelaría.
Beltrán se enfrentó a Rodolfo Rubio el 17 de junio de 2022 en LUX 023. Defendió su título de peso gallo por tercera ocasión ganando la pelea por decisión unánime, tomando venganza de la derrota ante Rubio nueve años atrás en una promoción regional.
Beltrán lograría el 9 de diciembre de 2022 su cuarta defensa titular tras vencer a José Roura en LUX 029, cuando ganó la pelea por decisión unánime.

### Ares FC
Beltrán firmó un contrato con la promoción francesa Ares FC. El 9 de marzo de 2023, se enfrentó a Damien Lapilus por el vacante Campeonato de Peso Pluma de la AFC en Ares FC 13. Sin embargo, terminó perdiendo la pelea en la primera ronda por nocaut técnico.

## Participación en Exatlon México
Beltran participó en la segunda temporada del reality de TV Azteca Exatlón México, siendo parte del equipo azul nombrado como «Contendientes». Quedó en la posición N°24 de la competencia.

## Campeonatos y logros
- LUX Fight League
  - Campeonato de Peso Gallo de LUX (Una vez, actual)
  - Reinado más largo de campeón de peso gallo de la historia de LUX (1455 días)
  - Reinado más largo en cualquier división de la historia de LUX (1455 días)
  - Empatado (con Jorge Calvo Martin) en la mayor cantidad de peleas por el título de LUX (6)
  - Empatado (con Jorge Calvo Martin) en la mayor cantidad de victorias por el título de LUX (5)
  - Segundo nocaut más tardío en la historia de LUX (4:23 en el cuarto asalto) vs. Erick Ruano
  - Segundo nocaut más tardío en una pelea titular en la historia de LUX (4:23 en el cuarto asalto) vs. Erick Ruano

## Récord en artes marciales mixtas
| Récord profesional | Récord profesional | Récord profesional |
| 25 peleas          | 14 victorias       | 11 derrotas        |
| ------------------ | ------------------ | ------------------ |
| Nocaut             | 4                  | 3                  |
| Sumisión           | 6                  | 6                  |
| Decisión           | 4                  | 2                  |

| Resultado | Récord | Oponente                 | Método                      | Evento                                      | Fecha                   | Ronda | Tiempo | Localización       | Notas                                                     |
| --------- | ------ | ------------------------ | --------------------------- | ------------------------------------------- | ----------------------- | ----- | ------ | ------------------ | --------------------------------------------------------- |
| Derrota   | 14–11  | Rogerio Ferreira Furtado | Sumisión (rear-naked choke) | WAR MMA 4                                   | 30 de noviembre de 2024 | 2     | 2:26   | Madrid             |                                                           |
| Derrota   | 14–10  | Daniel Requeijo          | Sumisión (rear-naked choke) | AFL 34                                      | 25 de mayo de 2024      | 2     | 2:27   | Badalona           | Por el vacante Campeonato de Peso Gallo de la AFL.        |
| Derrota   | 14–9   | Darko Banović            | Decisión (dividida)         | FNC 14                                      | 16 de diciembre de 2023 | 3     | 5:00   | Sarajevo           |                                                           |
| Derrota   | 14–8   | Damien Lapilus           | TKO (golpes)                | Ares FC 13                                  | 9 de marzo de 2023      | 1     | 1:38   | París              | Por el vacante Campeonato de Peso Pluma de la AFC.        |
| Victoria  | 14–7   | José Roura               | Decisión (unánime)          | LUX 029                                     | 9 de diciembre de 2022  | 5     | 5:00   | Ciudad de México   | Defendió el Campeonato de Peso Gallo de Lux Fight League. |
| Victoria  | 13–7   | Rodolfo Rubio            | Decisión (unánime)          | LUX 023                                     | 17 de junio de 2022     | 5     | 5:00   | Puebla de Zaragoza | Defendió el Campeonato de Peso Gallo de Lux Fight League. |
| Victoria  | 12–7   | David Mendoza            | Sumisión (rear-naked choke) | LUX 014                                     | 25 de junio de 2021     | 1     | 4:24   | Monterrey          | Defendió el Campeonato de Peso Gallo de Lux Fight League. |
| Victoria  | 11–7   | David Mendoza            | Sumisión (shoulder choke)   | LUX 009                                     | 17 de julio de 2020     | 4     | 2:01   | Monterrey          | Defendió el Campeonato de Peso Gallo de Lux Fight League. |
| Derrota   | 10–7   | Diego Lopes              | Sumisión (kneebar)          | LUX 007                                     | 29 de noviembre de 2019 | 1     | 3:35   | Monterrey          | Por el Campeonato de Peso Pluma de Lux Fight League.      |
| Victoria  | 10–6   | Erick Ruano Barrera      | TKO (golpes)                | LUX 004                                     | 15 de marzo de 2019     | 4     | 4:23   | Ciudad de México   | Ganó el Campeonato de Peso Gallo de Lux Fight League.     |
| Derrota   | 9–6    | Matt Schnell             | Decisión (unánime)          | UFC 216                                     | 7 de octubre de 2017    | 3     | 5:00   | Las Vegas          |                                                           |
| Derrota   | 9–5    | Deiveson Figueiredo      | TKO (paro de esquina)       | UFC 212                                     | 3 de junio de 2017      | 2     | 5:00   | Río de Janeiro     | Debut en peso mosca.                                      |
| Derrota   | 9–4    | Joe Soto                 | Sumisión (heel hook)        | The Ultimate Fighter Latin America 3 Finale | 5 de noviembre de 2016  | 1     | 1:37   | Ciudad de México   |                                                           |
| Victoria  | 9–3    | Reginaldo Vieira         | Sumisión (rear-naked choke) | UFC Fight Night: dos Anjos vs. Alvarez      | 7 de julio de 2016      | 2     | 3:04   | Las Vegas          |                                                           |
| Victoria  | 8–3    | Ning Guangyou            | Decisión (dividida)         | UFC Fight Night: Henderson vs. Masvidal     | 28 de noviembre de 2015 | 3     | 5:00   | Seúl               |                                                           |
| Victoria  | 7–3    | Marlon Vera              | Decisión (unánime)          | UFC 180                                     | 15 de noviembre de 2014 | 3     | 5:00   | Ciudad de México   | Debut en peso gallo.                                      |
| Derrota   | 6–3    | Diego Arturo Huerto      | TKO (patada en la cabeza)   | WBG 1                                       | 29 de marzo de 2014     | 2     | N/A    | Cuauhtémoc         | Por el vacante Campeonato de Peso Ligero WBG.             |
| Derrota   | 6–2    | Rodolfo Rubio            | Sumisión (heel hook)        | MFC 1                                       | 5 de mayo de 2013       | 1     | N/A    | Nacualpán          |                                                           |
| Derrota   | 6–1    | Israel Giron             | Sumisión (armbar)           | Xtreme Kombat 15                            | 21 de julio de 2012     | 2     | 4:57   | Ciudad de México   |                                                           |
| Victoria  | 6–0    | Ivan Pineda              | Sumisión (rear-naked choke) | Xtreme Kombat 12                            | 12 de mayo de 2012      | 1     | 1:15   | Ciudad de México   |                                                           |
| Victoria  | 5–0    | Israel Fernandez         | TKO (paro médico)           | Xtreme Fighters Latino                      | 28 de julio de 2011     | 1     | 2:06   | León               |                                                           |
| Victoria  | 4–0    | Erick Manzanero          | Sumisión (armbar)           | GEOC 4                                      | 29 de noviembre de 2009 | 1     | 3:19   | León               |                                                           |
| Victoria  | 3–0    | Greg Guzman              | TKO (golpes)                | Cage of Fire 14                             | 15 de noviembre de 2008 | 1     | 4:22   | Guadalajara        |                                                           |
| Victoria  | 2–0    | Josue Silva              | TKO (golpes)                | GEOC 3                                      | 18 de octubre de 2008   | 2     | 1:08   | León               |                                                           |
| Victoria  | 1–0    | Christian Martinez       | Sumisión (armbar)           | GEOC 1                                      | 16 de agosto de 2008    | 1     | 3:01   | León               |                                                           |